# Kunoy (Insel)
Kunoy [ˈkuːnɪ] „Fraueninsel“ (dänisch: Kunø) ist eine der 18 Inseln der Färöer und gehört dort zu den sechs Nordinseln.

## Name
Kunoy ist zugleich der Name des Hauptortes auf der Insel und Bezeichnung für die färöische Gemeinde Kunoy (Kunoyar kommuna), die sich aus den beiden Dörfern auf der Insel zusammensetzt. Die Gemeinde Kunoy (und damit die Insel) zählte im September 2016 genau 142 Einwohner. Davon entfielen 73 Einwohner auf Haraldssund und 69 auf das Dorf Kunoy.
Namensherkunft
Der Name rührt von einer Felsklippe am nördlichen Ende der Insel her, die sich östlich des Kunoyarnakkur befindet. Dieser Felsen wird Konan („die Frau“) genannt.

## Lage und Gestalt
Die sich von Nordnordwest nach Südsüdost über 14 Kilometer ausdehnende, langgestreckte Insel ist das Gegenstück zur westlich gelegenen Nachbarinsel Kalsoy, der „Männerinsel“. Beide sind durch die Meerenge Kalsoyarfjørður voneinander getrennt, und beide bestehen aus einem Bergrücken, der sich über die gesamte Länge der Insel erstreckt. Die Nordspitze von Kunoy bildet das Kap Kunoyarnakkur. Die Ostküste von Kunoy wird durch den Haraldssund, einer Meerenge, von der Nachbarinsel Borðoy geschieden. Im südlichen Teil der Ostküste befindet sich auch der zweite Ort der Insel Kunoy: Haraldssund.
Die gebirgige Ausgestaltung der Insel wird besonders dadurch hervorgehoben, dass sich von den insgesamt zehn färöischen Bergen über 800 Meter sechs allein auf Kunoy befinden. Dies sind der 830 Meter hohe Gipfel Kúvingafjall, der 825 Meter hohe Teigafjall, der 819 Meter hohe Kunoyarnakkur, der 818 Meter hohe Havnartindur, der 817 Meter hohe Urðafjall und der 805 Meter hohe Middagsfjall.

## Die Dörfer auf Kunoy
Das Dorf Kunoy, manchmal auch Kunoyarbygd genannt, liegt an der steilen Westküste der gleichnamigen Insel und hat 69 Einwohner. Kunoyarbygd ist das ältere und war bis 2015 auch das größere der beiden Dörfer auf der Insel. Von daher befindet sich hier auch Sitz der Gemeindeverwaltung. Im Jahr 1886 bekam das Dorf seine erste Schule. Im Jahr 1914 wurde in der Nähe des Dorfes eine Baumpflanzung angelegt, die sich mittlerweile zu einem Gehölz mit ungefähr 7.800 m² Flächenausdehnung entwickelt hat, die Viðarlundin í Kunoy. Besonderes Merkmal dieses Wäldchen ist ein mächtiger Felsbrocken, der durch eiszeitliche Vorgänge hierhin befördert wurde. Die Baumpflanzung, die vorwiegend aus Nadelhölzern besteht, ist eine der kleinsten auf den Färöern.
Seit 1988 existiert ein ungefähr drei Kilometer langer Tunnel, der den Ort Kunoy mit dem 73 Einwohner zählenden Dorf Haraldssund an der Ostküste verbindet. Beide zusammen bilden die Gemeinde Kunoy (Kunoyar kommuna). Mitte 2016 zählte die Gemeinde 144 Einwohner.
Auf Kunoy gab es früher einen dritten Ort: Skarð an der Ostküste. Er wurde aufgegeben, als alle Männer des Ortes 1913 beim Fischen in Seenot gerieten und ertranken.
Die Sage erzählt, dass die charakteristischen Basaltstufen an einem Berghang der Insel den Abdruck der Planken der Arche Noah darstellen, die hier gelandet sein soll. Freilich wurde eine solche Planke nie gefunden, die das untermauern könnte.

## Verkehrsanbindung
Kunoy ist seit 1986 durch einen Straßendamm bei Haraldssund mit der Nachbarinsel Borðoy im Osten verbunden. Vom Dammweg geht es über den Ánavegur weiter nach Klaksvík. Die Buslinie 504 verkehrt regelmäßig auf der Strecke Klaksvík-Ánirnar-Haraldssund-Kunoy (Ort) und ersetzt damit die Fähre, die früher die Insel im öffentlichen Personenverkehr bediente.

## Bilder

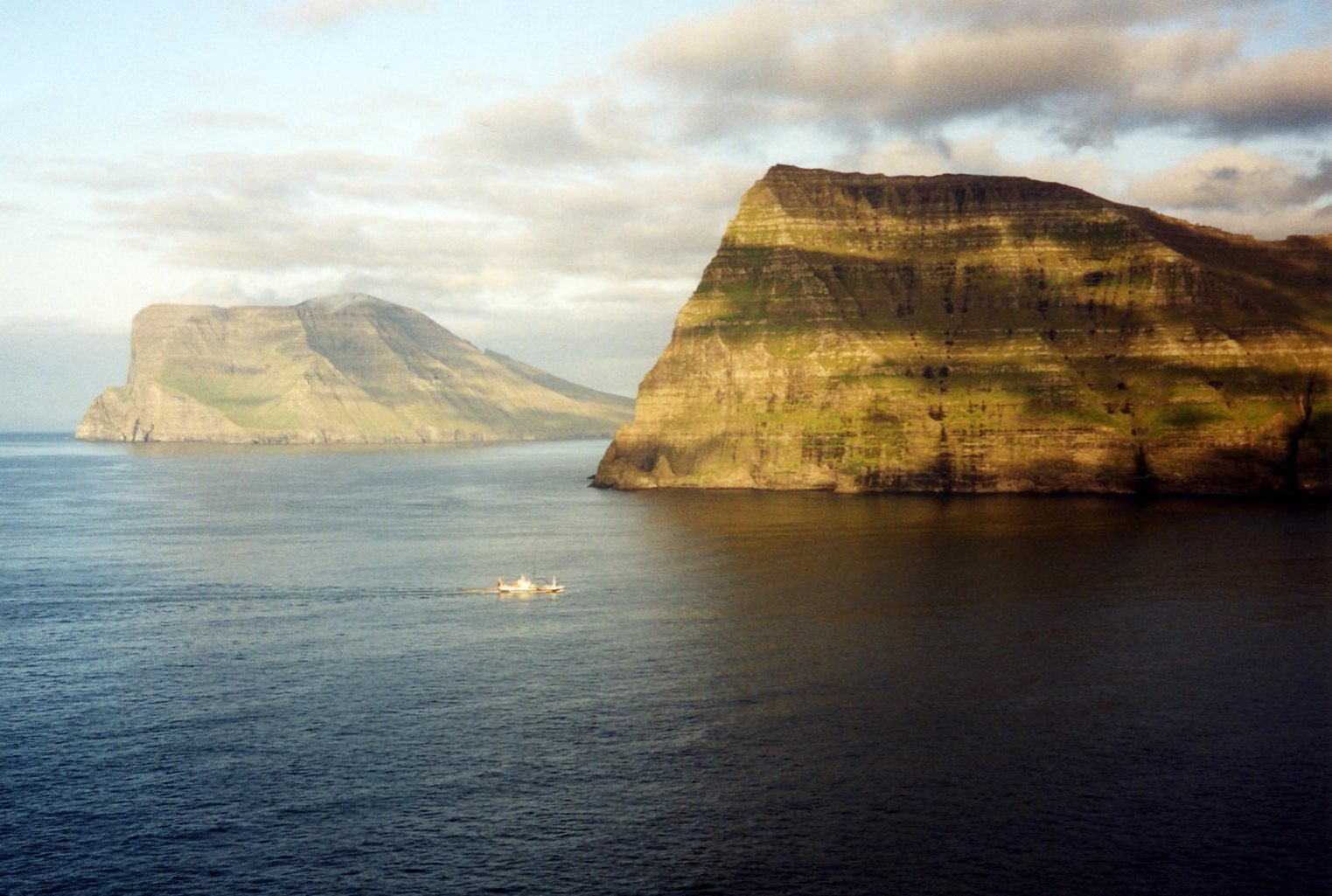
Der Kunoyarnakkur im Norden von Kunoy. Im Hintergrund ist Kap Enniberg auf Viðoy zu erkennen.
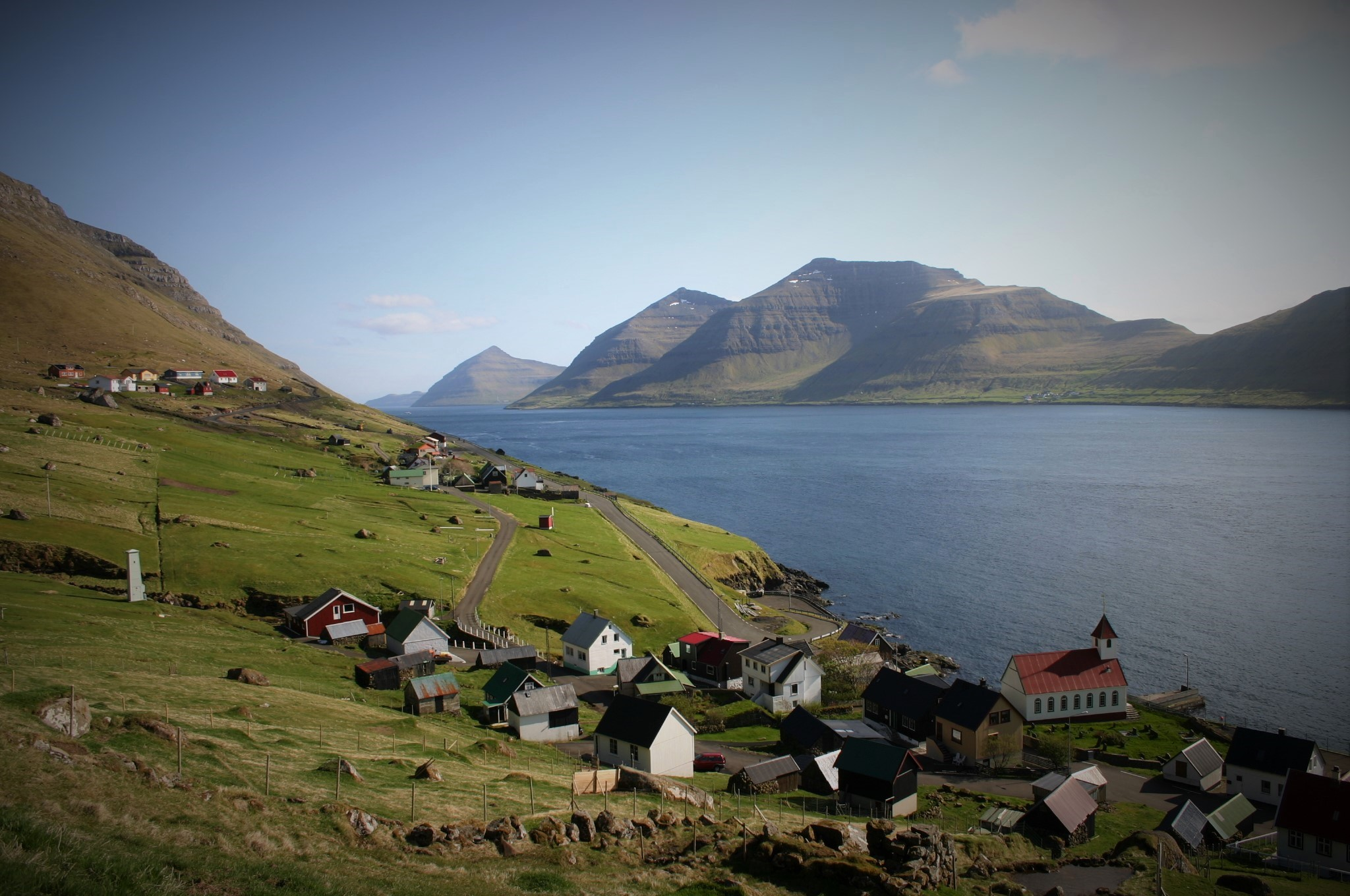
Das Dorf Kunoy von Norden aus gesehen. Im Hintergrund Kalsoy.
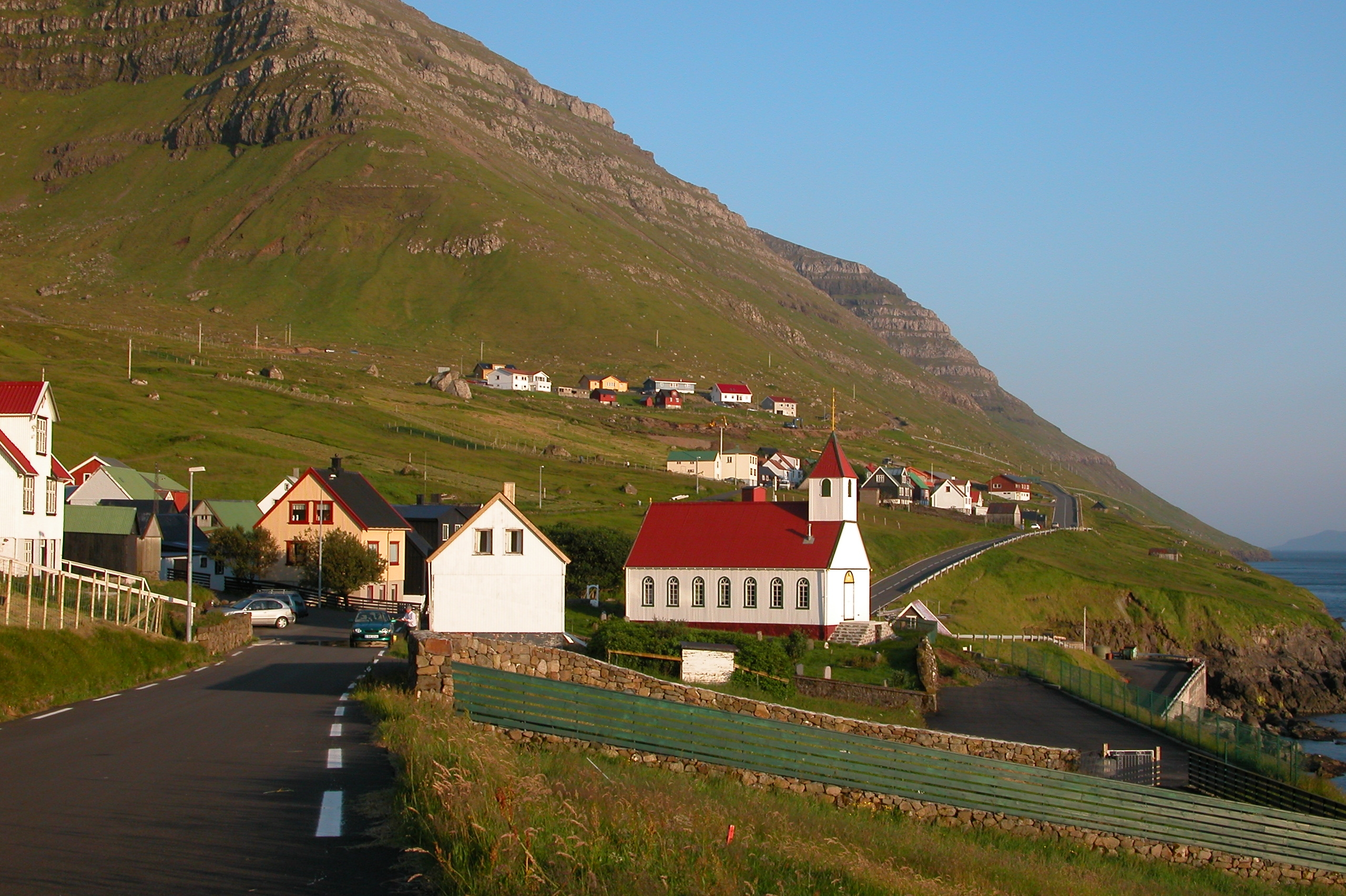
Der Hauptort Kunoy.
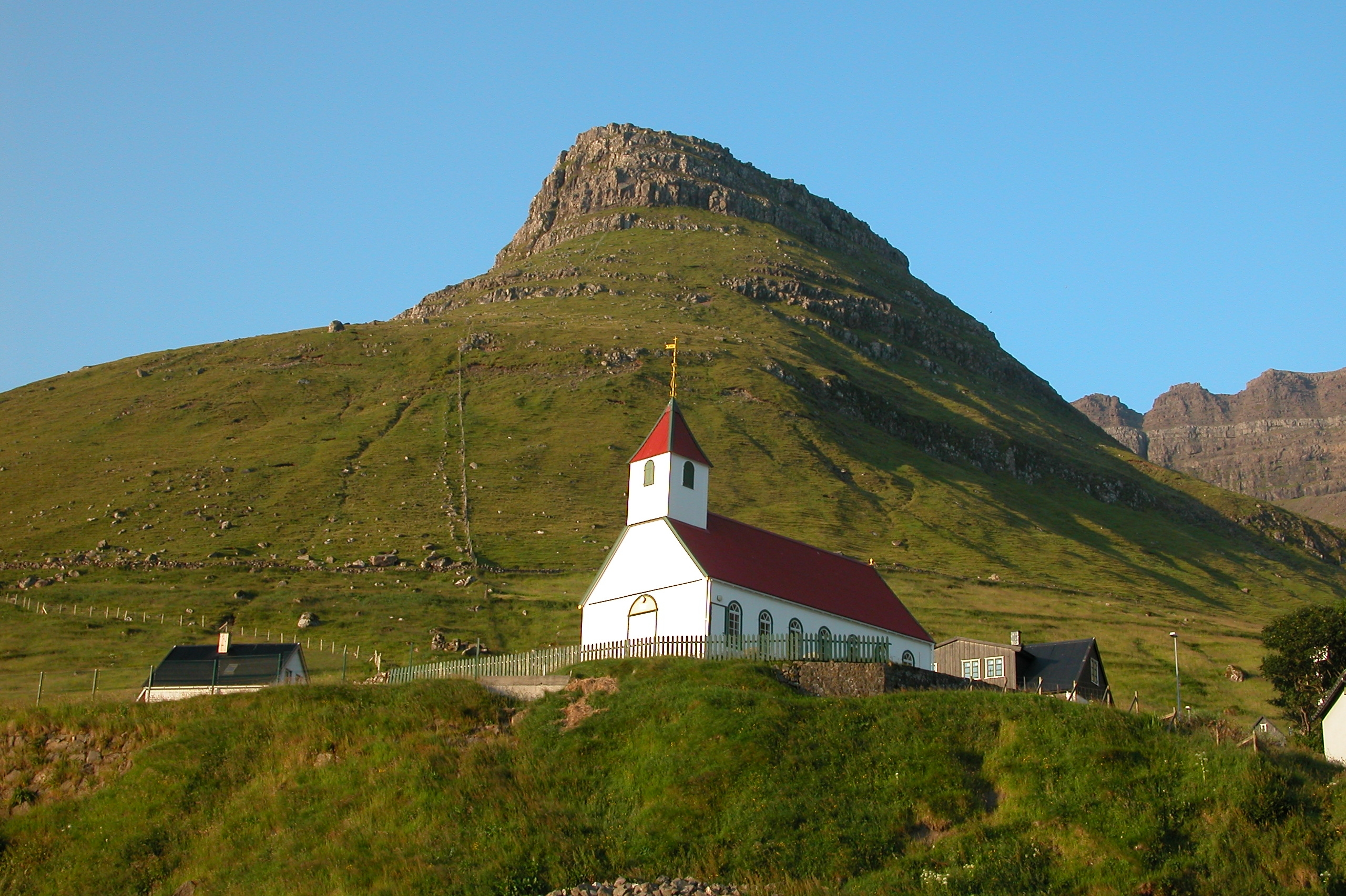
Die Kirche von Kunoy.
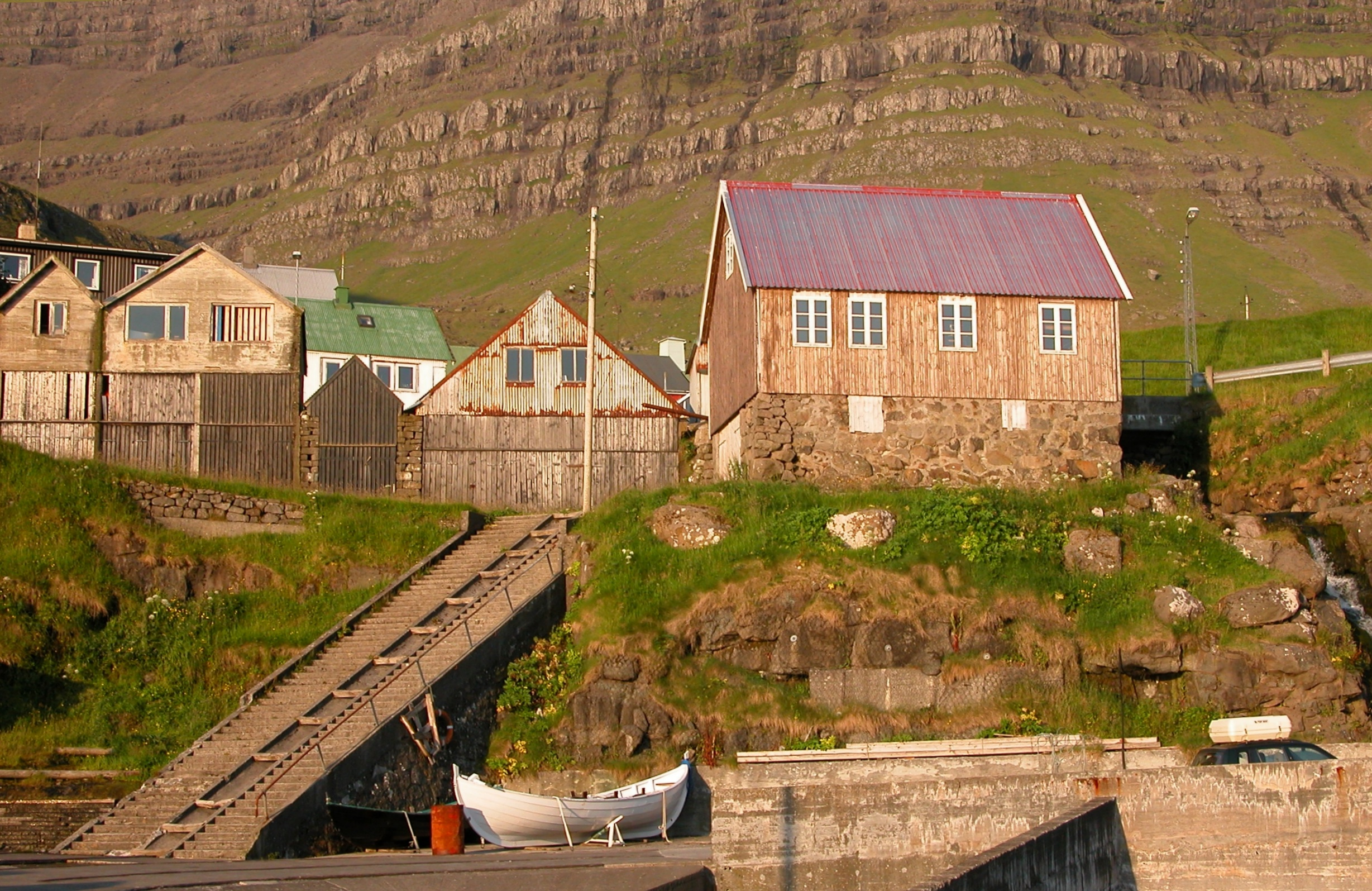
Die Anlegestelle im Dorf.
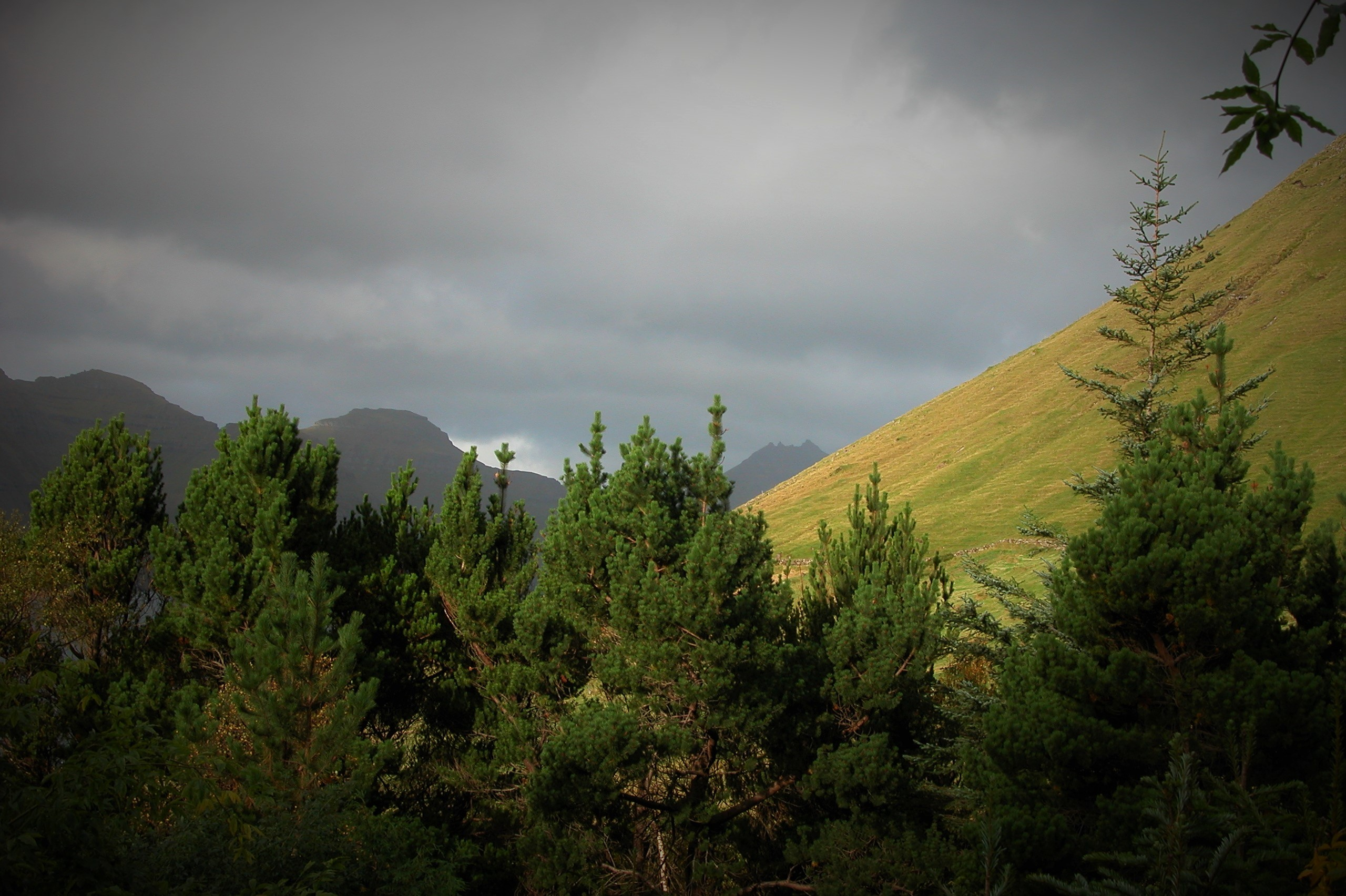
Das Wäldchen in der Nähe des Dorfes Kunoy.
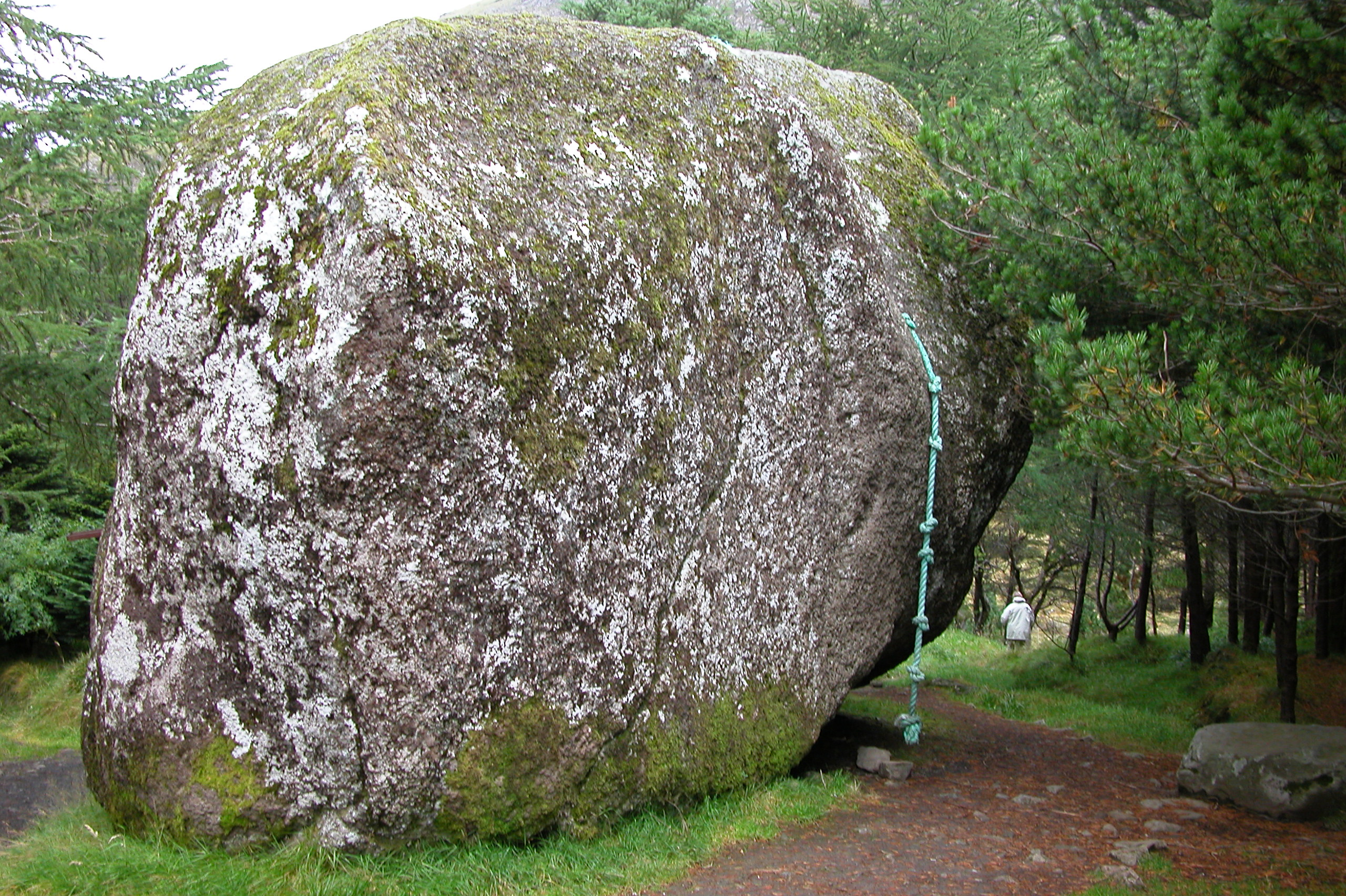
Eiszeitlicher Felsbrocken im Wäldchen von Kunoy.
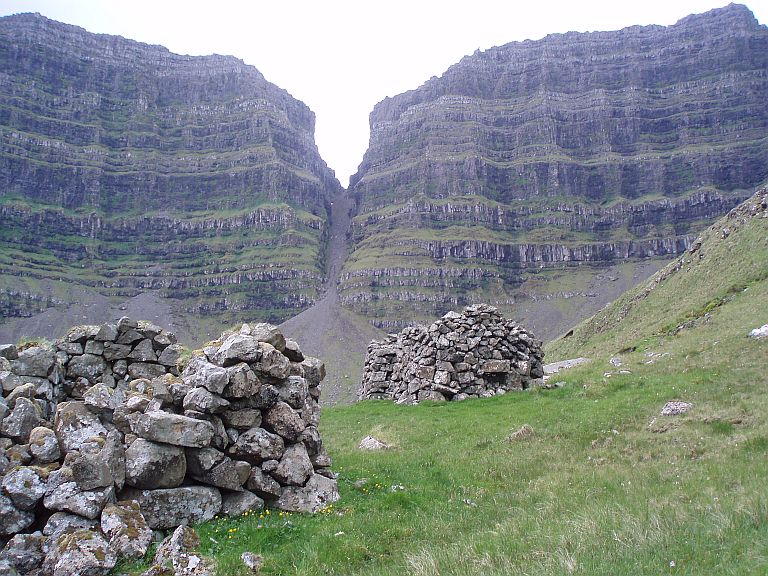
Die Schlucht Skarðsgjógv in der Nähe von Skarð.
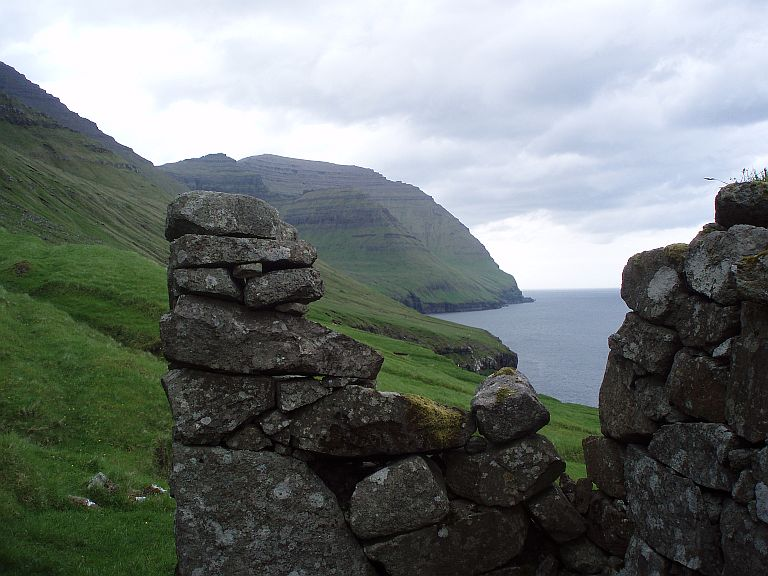
Blick von den Häuserüberresten in Skarð Richtung Norden.
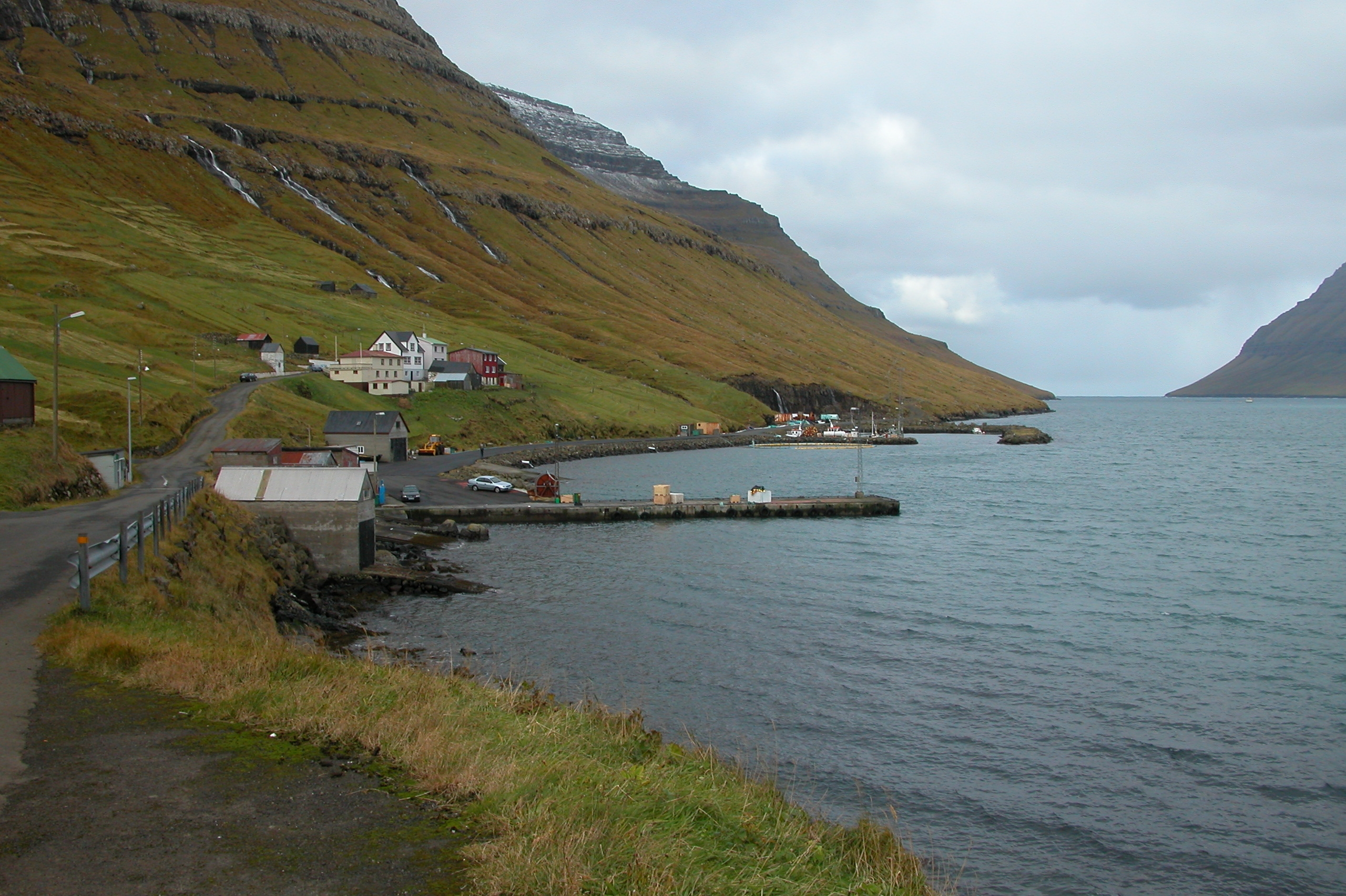
Haraldssund
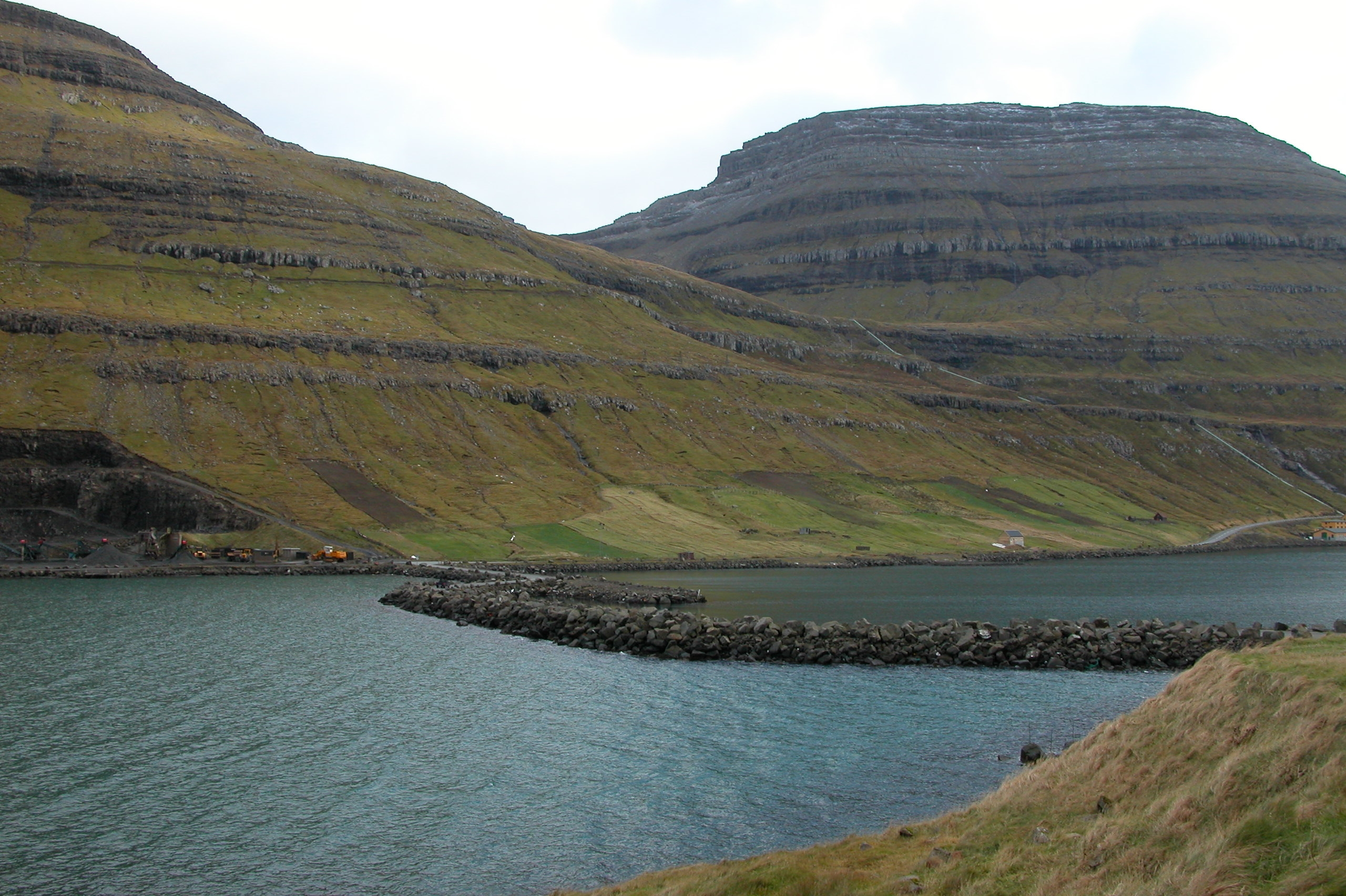
Der Dammweg über den Haraldssund zwischen Kunoy und Borðoy.
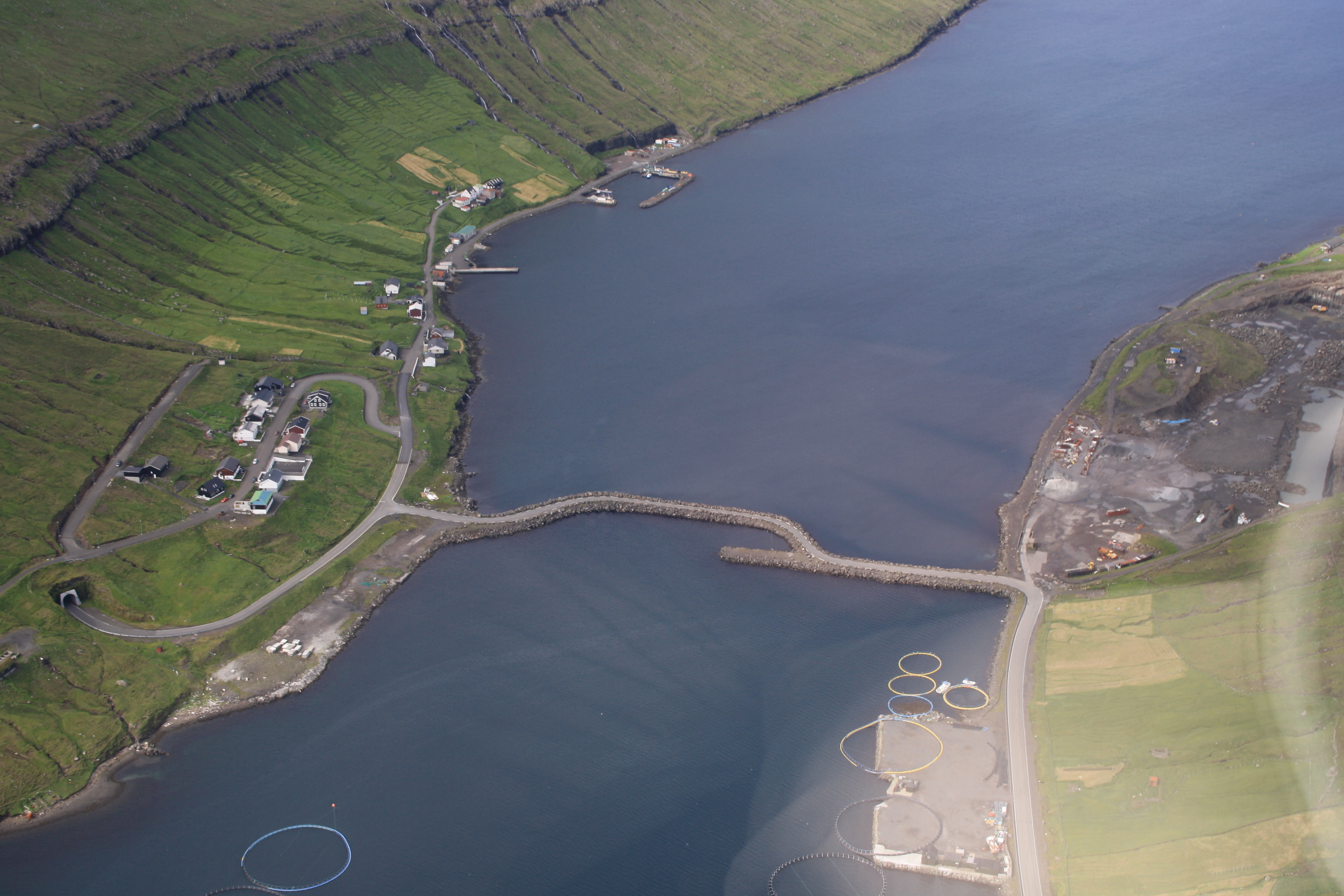
Der Dammweg von oben betrachtet.
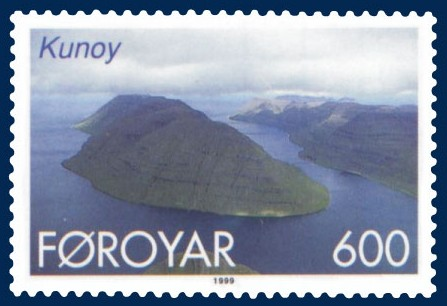
Blick auf das Südende von Kunoy mit Brattanes (Briefmarke von 1999).

## Personen
- Símun av Skarði (1872–1942), Pädagoge, Begründer der Volkshochschule der Färöer und Dichter der färöischen Nationalhymne Tú alfagra land mítt.